# 程天民
程天民（1927年12月27日—），男，江苏宜兴人，中国防原医学与病理学家，中国工程院院士。

## 生平
1951年毕业于第六军医大学。1996年当选为中国工程院医药卫生学部院士，2000年工程管理学部成立时成为首批跨学部院士。